# Contea di Huinan
La contea di Huinan (辉南县S, Huīnán XiànP) è una contea della Cina, situata nella provincia di Jilin e amministrata dalla prefettura di Tonghua.